# Liste bekannter Ethiker
Die Liste bekannter Ethiker erfasst Personen, die einen wesentlichen Beitrag zur Entwicklung und Vermittlung der Ethik von ihren Anfängen bis in die Gegenwart geleistet haben.

## A
- Hans Albert (1921–2023), deutscher Philosoph, kritischer Rationalist und Utilitarist
- G. E. M. Anscombe (1919–2001), britische Philosophin analytischer Ausrichtung und katholische Theologin, führte den Begriff des Konsequentialismus ein
- Arno Anzenbacher (* 1940), deutscher Sozialethiker katholischer Konfession
- Karl-Otto Apel (1922–2017), deutscher Philosoph und Diskursethiker
- Aristoteles (384–322 v. Chr.), altgriechischer Philosoph, Politiktheoretiker und Ethiker, fasste die Ethik als einen Teil der Politik auf
- Alfons Auer (1915–2005), deutscher katholischer Moraltheologe
- Alfred Jules Ayer (1910–1989), britischer Philosoph, logischer Empirist, Metaethiker
- Joxe Azurmendi (1941–2025), baskischer Schriftsteller, Philosoph, Essayist und Dichter

## B
- Kurt Baier (1917–2010), australisch-amerikanischer Moralphilosoph österreichischer Herkunft
- Jeremy Bentham (1748–1832), britischer Jurist und Philosoph, Begründer des Utilitarismus
- Dieter Birnbacher (* 1946), deutscher Philosoph analytischer Ausrichtung mit dem Schwerpunkt Ethik und angewandte Ethik (Bioethik, Medizinethik)
- Simon Blackburn (* 1944), britischer Philosoph analytischer Ausrichtung mit den Schwerpunkten Ethik und Metaethik
- Ernst-Wolfgang Böckenförde (1930–2019), deutscher Staats- und Verwaltungsrechtler, Richter des Bundesverfassungsgerichts, Rechtsphilosoph und Urheber des nach ihm benannten Böckenförde-Diktums
- Francis Herbert Bradley (1846–1924), britischer Philosoph, Idealist, warf als erster die Frage auf: „Warum soll ich moralisch sein?“
- Richard Brandt (1910–1997), US-amerikanischer Philosoph, Utilitarist
- Charlie Dunbar Broad (1887–1971), britischer Philosoph und Emergenztheoretiker
- James M. Buchanan (1919–2013), US-amerikanischer Ökonom und Theoretiker der sozialen Gerechtigkeit

## C
- Chrysipp (281/76–208/04 v. Chr.), griechischer Philosoph, Stoiker
- Cicero (106–43 v. Chr.), römischer Jurist, Redner, Politiker und Philosoph
- James W. Cornman (1929–1978), US-amerikanischer Philosoph analytischer Ausrichtung mit dem mind-body-problem als Schwerpunkt

## D
- Demokrit (460–371 v. Chr.), altgriechischer Philosoph, atomistischer Materialist und Hedonist

## E
- Epiktet (um 50–um 125), römischer Stoiker
- Epikur (um 341–271/270 v. Chr.), Begründer des Kepos (des „Gartens“), negativer Hedonist
- Eudoxos von Knidos (397/390–345/338 v. Chr.), altgriechischer Mathematiker, Arzt und Philosoph, der in engem Kontakt zur Platonischen Akademie stand, Hedonist
- Alfred Cyril Ewing (1899–1973), britischer Philosoph, Idealist, Religionsphilosoph und Straftheoretiker

## F
- Christoph Fehige (* 1963), deutscher Philosoph analytischer Ausrichtung mit dem Schwerpunkt Praktische Philosophie (Angewandte Ethik)
- Dagmar Fenner (* 1971), Schweizer Philosophin
- Philippa Foot (1920–2010), englische Philosophin und eine der Begründer der modernen Tugendethik
- William K. Frankena (1908–1994), US-amerikanischer analytischer Philosoph mit dem Schwerpunkt Ethik

## G
- Mohandas Karamchand Gandhi, genannt Mahatma Gandhi (1869–1948), indischer Rechtsanwalt und politisch-geistiger Führer der indischen Unabhängigkeitsbewegung, Begründer des Konzepts des gewaltfreien Widerstandes
- David Gauthier (1932–2023), kanadischer Philosoph, Vertragstheoretiker (Kontraktualist)
- Peter Geach (1916–2013), britischer Logiker und Religionsphilosoph analytischer Ausrichtung und katholischer Konfession
- Arnold Gehlen (1904–1976), deutscher Philosoph, Vertreter einer pluralistischen Ethik und Kritiker einer Hypermoral
- Bernward Gesang (* 1968), deutscher Philosoph utilitaristischer Ausrichtung mit Schwerpunkt Wirtschaftsethik
- William Godwin (1756–1836), britischer Schriftsteller und Sozialphilosoph, Begründer des Sozialismus und des politischen Anarchismus

## H
- Jürgen Habermas (* 1929), deutscher Philosoph und Soziologe, einer der Begründer der Diskursethik
- Christoph Halbig (* 1972), deutscher Philosoph mit den Schwerpunkten Metaethik, normative Ethik, allgemeine Werttheorie
- Richard Mervyn Hare (1919–2002), britischer Philosoph, Ethiker und Metaethiker und Begründer des Universellen Präskriptivismus
- John Harsanyi (1920–2000), ungarisch-amerikanischer Wirtschaftswissenschaftler und Spieltheoretiker, Utilitarist, Begründer des Prinzips des Durchschnittsnutzens und des Gleichwahrscheinlichkeitsmodells
- Eduard von Hartmann (1842–1906), deutscher Philosoph, Vertreter der Bejahung des Willens zum Leben in Ablehnung des quietistischen Pessimismus Schopenhauers
- Nicolai Hartmann (1882–1950), deutscher Philosoph, Vertreter einer materialen Wertethik im Anschluss an Max Scheler
- Friedhelm Hengsbach (* 1937), deutscher katholischer Theologe und Philosoph, Jesuit, Sozialethiker
- Thomas Hobbes (1588–1679), englischer Mathematiker, Staatstheoretiker und Philosoph, Vertreter des Naturrechtsgedankens
- Otfried Höffe (* 1943), deutscher Philosoph mit Schwerpunkten in der Ethik, Sozialphilosophie und Politischen Philosophie
- Norbert Hoerster (* 1937), deutscher Rechts-, Sozial- und Moralphilosoph
- Helga Hörz (* 1935), deutsche Philosophin, Ethikerin und internationale Frauenrechtlerin
- Vittorio Hösle (* 1960), deutscher Philosoph mit Schwerpunkten in der Diskursethik und der ökologischen Ethik
- Ludger Honnefelder (* 1936), deutscher Philosoph katholischer Konfession
- Detlef Horster (* 1942), deutscher Philosoph, allgemeine und angewandte Ethik, postchristliche Ethik
- David Hume (1711–1776), schottischer Philosoph, Ökonom und Historiker, Vertreter der Gefühlsethik (Ethik des moral sense)
- Francis Hutcheson (1694–1746), irischer Philosoph und Ökonom, Utilitarist

## J
- Richard Joyce (* 1966), australischer Philosoph und Metaethiker
- Hans Jonas (1903–1993), deutsch-amerikanischer Philosoph, Vordenker einer Natur- und Zukunftsethik

## K
- Kallikles (Ende 5. Jh. v. Chr.), griechischer Sophist
- Immanuel Kant (1724–1804), deutscher Philosoph, bedeutender Vertreter der deontologischen Ethik, formulierte den Kategorischen Imperativ
- Helmut F. Kaplan (* 1952), österreichischer Philosoph und Autor
- Kleanthes (ca. 331 – ca. 232 v. Chr.), griechischer Stoiker
- Konfuzius (ca. 551–479 v. Chr.), chinesischer Philosoph
- Christine Korsgaard (* 1952), Neokantianerin
- Hans Küng (1928–2021), Schweizer Theologe katholischer Konfession, Religionsethiker und Initiator der Stiftung Weltethos
- Franz von Kutschera (* 1932), deutscher Philosoph analytischer Ausrichtung

## L
- Laotse (vermutlich 6. Jh. v. Chr.), legendärer chinesischer Philosoph, Begründer des Daoismus
- John Locke (1632–1704), britischer Philosoph, Empirist, Vertreter der Naturrechtslehre und Vertragstheoretiker
- Hermann Lübbe (* 1926), deutscher Philosoph, Vertreter des common sense und Dezisionist
- Emmanuel Levinas (1906–1995), französisch-litauischer Philosoph
- Rupert Lay (1929–2023), deutscher Philosoph, katholischer Theologe, Psychotherapeut und Unternehmensberater

## M
- Alasdair MacIntyre (1929–2025), schottisch-amerikanischer Philosoph, Vertreter der Tugendethik und des Kommunitarismus sowie Ethikhistoriker
- Niccolò Machiavelli (1469–1527), italienischer Staatsphilosoph, Vertreter eines auf Gemeinwohl und Staatsräson beruhenden machtpolitischen Haltung
- John Leslie Mackie (1917–1981), australischer Philosoph analytischer Ausrichtung, Vertreter der sogenannten moralischen Irrtumstheorie und Religionsphilosoph
- Bernard Mandeville (1670–1733), niederländischer Arzt und Sozialtheoretiker
- John McDowell (* 1942), südafrikanischer Philosoph analytischer Ausrichtung, Metaethiker
- Georg Meggle (* 1944), deutscher Philosoph analytischer Ausrichtung, Ethiker und Metaethiker
- Mengzi (um 370–um 290 v. Chr.), chinesischer Philosoph, Vertreter des Konfuzianismus
- Dietmar Mieth (* 1940), deutscher Moraltheologe und Sozialethiker katholischer Konfession
- John Stuart Mill (1806–1873), englischer Philosoph und Ökonom, Vertreter des Liberalismus und Utilitarismus
- Ludwig von Mises (1881–1973), österreichisch-US-amerikanischer Wirtschaftswissenschaftler, Vertreter des Liberalismus
- George Edward Moore (1873–1958), englischer Philosoph analytischer Ausrichtung, Vertreter einer nicht-naturalistischen Ethik, Metaethiker
- Mozi (5. Jh. v. Chr.), chinesischer Philosoph, Begründer und Namensgeber des Mohismus, einer chinesischen Schule der Philosophie, die auf Gerechtigkeit, Frieden und Wohlstand des Volkes durch gegenseitige Liebe und Unterstützung abzielt

## N
- Thomas Nagel (* 1937), US-amerikanischer Philosoph analytischer Ausrichtung
- Julian Nida-Rümelin (* 1954), deutscher Philosoph analytischer Ausrichtung
- Friedrich Nietzsche (1844–1900), deutscher Philosoph, Moralkritiker
- Martha Nussbaum (* 1947), Philosophin und Professorin für Rechtswissenschaften und Ethik an der University of Chicago

## O
- Wilhelm von Ockham (um 1285–1347), mittelalterlicher Philosoph und Theologe

## P
- Derek Parfit (1942–2017), britischer Philosoph mit dem Schwerpunkt normative Ethik und Moralbegründung
- Annemarie Pieper (1941–2024), deutsche Philosophin mit dem Schwerpunkt Ethik
- Platon (428/427–348/347 v. Chr.), altgriechischer Philosoph, entwickelte eine Tugendethik und eine Sozialethik
- Mark de Bretton Platts (* 1947), britischer Philosoph und Gegner der Humeschen Motivationstheorie
- Thomas Pogge (* 1953), deutscher politischer Philosoph und Ethiker
- Harold Arthur Prichard (1871–1947), englischer Moralphilosoph
- Protagoras (um 470–um 411), altgriechischer Philosoph, Vertreter der Sophistik und Urheber des homo-mensura-Satzes

## Q
- Michael Quante (* 1962), deutscher Philosoph, allgemeine und biomedizinische Ethik

## R
- John Rawls (1921–2002),  US-amerikanischer Philosoph, Eine Theorie der Gerechtigkeit
- Robert Reininger (1869–1955), österreichischer Philosoph, Vertreter einer Wertphilosophie
- Friedo Ricken (1934–2021), deutscher Jesuit und Philosoph, allgemeine Ethik
- Heinrich Rickert (1863–1936), deutscher Philosoph, Vertreter einer Wertphilosophie
- William David Ross (1877–1971), schottischer Philosoph und Hauptvertreter der intuitionistischen Ethik
- Jean-Jacques Rousseau (1712–1778), Schweizer Philosoph, Vertreter einer Ethik der „angeborenen Liebe zum Guten“
- Bertrand Russell (1872–1970), britischer Philosoph, Metaethiker, Pazifist

## S
- Jean-Paul Sartre (1905–1980), französischer Philosoph, Hauptvertreter des Existentialismus
- Thomas M. Scanlon (* 1940), US-amerikanischer Philosoph mit Schwerpunkt in Ethik und Politischer Philosophie
- Max Scheler (1874–1928), deutscher Philosoph, Vertreter einer materialen Wertethik
- Eberhard Schockenhoff (1953–2020), deutscher Moraltheologe und Mitglied des Deutschen Ethikrats
- Arthur Schopenhauer (1788–1860), deutscher Philosoph, Vertreter einer Mitleidsethik
- Rudolf Schüßler (* 1960), deutscher Moralphilosoph
- Albert Schweitzer (1875–1965), deutscher Philosoph, Ehrfurcht vor dem Leben
- Seneca (ca. 1–65 n. Chr.), römischer Philosoph, Vertreter des Stoizismus
- Henry Sidgwick (1838–1900), englischer Philosoph, Verbindung von Common-sense-Moral und Utilitarismus
- Ludwig Siep (* 1942), deutscher Philosoph, Anerkennung, Natur- und Kulturethik
- Marcus George Singer (1926–2016), US-amerikanischer Philosoph, Metaethik, moralisches Argumentieren
- Peter Singer (* 1946), australischer Philosoph mit präferenzutilitaristischer Ausrichtung
- John Jamieson Carswell Smart (1920–2012), britisch-australischer Philosoph, Utilitarist
- Adam Smith (1723–1790), schottischer Philosoph, Vertreter einer Theorie der ethischen Gefühle (moral sentiments)
- Sokrates (469–399 v. Chr.), altgriechischer Philosoph ohne schriftliche Hinterlassenschaft, einer der Begründer der philosophischen Ethik, definierte Tugend als Wissen
- Robert Spaemann (1927–2018), deutscher Philosoph katholischer Konfession, allgemeine Ethik, Eudämonismus, Euthanasiedebatte, Tierethik
- Titus Stahl (* 1979), deutscher Philosoph mit den Schwerpunkten Metaethik, allgemeine Ethik und Sozialphilosophie
- Charles L. Stevenson (1908–1979), US-amerikanischer Philosoph, Metaethiker, Vertreter des Non-Deskriptivismus
- Max Stirner (1806–1856), deutscher Philosoph, ethischer Egoist und Amoralist
- Michael Stocker (* ), US-amerikanischer Philosoph mit Schwerpunkt in Ethik und Moralpsychologie

## T
- Thomas von Aquin (um 1225–1274), christlicher Theologe und Philosoph, Vertreter des Konzepts der Kardinaltugenden
- Thrasymachos (letztes Drittel des 5. Jahrhunderts v. Chr.), altgriechischer Philosoph, Vertreter der Sophistik und eines Naturrechts des Stärkeren
- Ernst Tugendhat (1930–2023), deutscher Philosoph analytischer Ausrichtung, arbeitete zur allgemeinen Ethik

## W
- Max Weber (1864–1920), deutscher Soziologe, Verfasser der Schrift „Die protestantische Ethik und der Geist des Kapitalismus“
- Ulla Wessels (* 1965), deutsche Philosophin, arbeitet zu Begehren, Konsequentialismus, zum Wohlfahrtsgedanken, Utilitarismus, zur Supererogation, Moralpsychologie, zum Sinn des Lebens und zur Bioethik (Abtreibung, Gentechnik)
- David Wiggins (* 1933), britischer Philosoph, allgemeine Ethik und Wertphilosophie
- Jean-Claude Wolf (* 1953), deutscher Philosoph, allgemeine und angewandte Ethik, Utilitarismus, Egoismus, Das Böse, Tierethik, ethische Straftheorien
- Ursula Wolf (* 1951), deutsche Philosophin, Metaethik, Eudämonismus, Tierethik
- Christian Wolff (1679–1754), deutscher Philosoph, Vertreter der Naturrechtsphilosophie

## Z
- Zenon von Kition (um 333/332–262/261 v. Chr.), altgriechischer Philosoph, Begründer der Stoa